# Júki Nakamura
Júki Nakamura (* 4. června 1987) je bývalý japonský fotbalový útočník, naposledy působící v japonském celku Jubilo Iwata. Studoval v šizuocké střední škole Fudžieda-higaši, poté na univerzitě Kokušikan.